# Pere March lo Prohom
Pere March lo Prohom conegut també per Pere March II (? - Barcelona, 1338) fou senyor d'Eramprunyà, natural de Barcelona, fill del notari barceloní Pere March i de Guillema i pare de Jaume March I.

## Vida pública
Ciutadà honrat de Barcelona, Pere March lo Prohom fou diplomàtic, conseller i membre de les corts de Jaume II, Alfons III i Pere el Cerimoniós. Ocupà diferents càrrecs palatins com el d'escrivà (1298-1300), escrivà de ració (1300-1308) i tresorer reial (1308-1325) de Jaume II i mestre racional d'Alfons III. Intervingué en nombroses activitats diplomàtiques, tant de caràcter internacional com de política interior. Apareix, per exemple, complint l'encàrrec de Jaume II d'escriure en nom seu una lletra a Sanç I de Mallorca per tal de dissuadir-lo de trencar el vassallatge al Rei d'Aragó o intervenint el 21 de febrer de 1331 en les negociacions entre Alfons III i el Rei de França per a organitzar una croada contra el Regne de Granada.
El 4 de febrer de 1323 Pere March II comprà el castell d'Eramprunyà i el seu terme per cent vint mil sous de moneda de Barcelona, diners que Jaume II necessitava per a preparar la conquesta de Sardenya. La presa de possessió efectiva va tenir lloc el dia 7 de febrer, amb l'obligació per la castlana Blanca de Centelles i els seus vassalls de prestar homenatge al nou senyor, però no fou fins al 15 de març en què Blanca de Centelles jurà homenatge al Prohom. A finals d'aquell mateix any, el 18 de setembre, se li concedia el mixt imperi (la mitjana justícia) i la castlania el 25 de març de 1337. El domini d'Eramprunyà comprenia les viles de Castelldefels, Gavà, Viladecans, Sant Climent de Llobregat i Begues i part de Sitges i Sant Boi de Llobregat (ampliat amb la concessió el mateix any del domini directe i els drets alodials del castell de Campdàsens al Garraf).
Com a cavaller Pere March II acompanyà l'Infant Alfons durant les seves campanyes a Sardenya (1323 i 1324), obtenint en reconeixement dels seus serveis prestats la vila de Gesici, l'actual Gesico, vila de la província de Sardenya del Sud; en 1331 la va cedir al mercader barceloní Ramon Desvalls. En 1328 li van ser adjudicades al castell de Càller tres cases contigües al carrer Mercadante (la primera era un alberg pres al notari Guido de Vanno i al seu nebot que havien fugit, mentre que les dues altres eren albergs presos a Pero Xinquino). Aquestes cases incrementaren el patrimoni personal i familiar del senyor d'Eramprunyà, se sumaven a les seves possessions al Principat i al País Valencià. En 1305 Pere March lo Prohom adquirí la casa de la Roca, dins el terme del castell d'Eramprunyà i la casa del Soler, dins el terme del castell de Cervelló, així com algunes masies al Llobregat i algunes finques urbanes a Barcelona (entre aquestes la casa que els March tenien al carrer de Regomir, tocant a la muralla, amb entrada pel carrer de Sant Simplici, actualment restaurada i convertida en seu del centre cívic Pati Llimona). Entre 1327 i 1332 adquirí al País Valencià el lloc d'Albalat i una alqueria a Torrent, així com una casa a la mateixa ciutat de València i uns forns al barri valencià de Xerea.

## Vida privada: la família de Pere March lo Prohom
Pere March II es va casar en primeres núpcies amb Maria i en segones amb Saurina (cap al 1303), amb qui no tingué descendència. Del seu primer matrimoni tingué els fills següents: 
- Pere March III, nascut pels volts de 1299, senyor d'Eramprunyà, panicer reial[4] i mestre racional. Participà en la campanya de Sardenya (1323-1324), on va caure malalt. Casat amb Magdalena.
- Jaume March I (1300-1375), senyor d'Albalat i senyor d'Eramprunyà a la mort del seu germà Pere, casat en primeres núpcies amb Constança Messeguer i en segones amb Guillemona d'Esplugues.
- Berenguer March, canonge de València i Barcelona i doctor en lleis.
- Sibil·la March, casada amb Berenguer de Sant Vicenç, senyor del castell de Burriac.
- Guillemona March, casada amb Miquel Marquet, fill de Miquel Marquet i Mallol, conseller en cap de Barcelona (1302, 1312, 1328 i 1332). Miquel Marquet va ser un dels capitans de l'estol amb què l'Infant Alfons conquerí Sardenya, rebent pels seus serveis prestats la batllia de Càller el 1334 i el lloc de Giba el 1336.
- Violant March, casada amb Gilabert de Corbera, senyor de la Baronia de Corbera.

Pere March lo Prohom redactà el seu darrer testament el 13 de juliol de 1338 davant el notari Pere de Folqueres. El patrimoni es repartí entre dos dels seus fills, Pere i Jaume: Pere March, l'hereu, heretava Eramprunyà i la resta de les possessions catalanes (la casa de la Roca i la casa familiar dels March del carrer de Regomir), Jaume March, les valencianes, és a dir, el senyoriu d'Albalat i la casa que el seu pare tenia a la ciutat de València (l'altre fill, Berenguer, era canonge). A Jaumeta March, germana del Prohom, vídua de Pere Llobet, escrivà reial, li va llegar 500 sous, mentre que a Felipa March, l'altra germana de Pere March II, monja del Monestir de Jonqueres, li va llegar 2.000 sous; en el testament no és esmentat el seu germà Berenguer March (ja era mort en 1338). El 17 de juny de 1301 i a petició de Pere March II, Jaume II havia escrit al castlà d'Amposta perquè atorgués a Berenguer March el benifet de l'església de Sant Mateu (Baix Maestrat).
Pere March II morí a Barcelona el 1338. Dos anys abans Pere el Cerimoniós l'havia elevat a la categoria de conseller familiar. Segons consta en el seu testament, escollí ser enterrat en el convent dels frares predicadors de Barcelona (l'antic convent de Santa Caterina), en la capella de Santa Maria que ell mateix havia fet construir.